# Bruno Malias
Bruno Malias, né le 29 mars 1980 à Rio de Janeiro, est un joueur brésilien de beach soccer. Il fait partie des meilleurs buteurs de l'histoire de la sélection brésilienne de la discipline.

## Biographie
Lors de la Coupe du monde 2006, Bruno Malias est désigné 3e meilleur joueur et 3e meilleur buteur (10 buts). Lors de l'édition 2007, il est à nouveau 3e au classement des buteurs.
En 2008, il participe au championnat des États brésiliens avec l'équipe de Rio de Janeiro.
En 2011, Bruno Malias joue sous les couleurs de Boca Juniors pour la Coupe du monde des clubs 2011.
Celui qui joue sous le pseudonyme de Bruno rejoint en mai 2013, le club italien de Viareggio BS pour jouer l'Euro Winners Cup mais son club ne passe pas le 1er tour.
Avec sa participation à la Coupe du monde 2013, à 33 ans, Bruno Malias est le seul joueur au monde à avoir disputé chaque édition de la Coupe du monde FIFA. Quadruple champion du monde avec le Brésil, il est alors également le deuxième meilleur buteur de l'histoire de la compétition avec 38 réalisations et devient lors de la compétition le recordman du nombre de matches disputés lors de l'épreuve reine en dépassant son compatriote Benjamin. De plus, il inscrit lors du premier tour, le 1600e but de l'histoire du tournoi.
Fin 2013, il rejoint avec son compatriote Bruno Xavier, le club des Corinthians pour participer à la Coupe du monde des clubs qu'ils remportent.

## Palmarès

### Individuel
Coupe du monde
- 3e meilleur joueur en 2006
- 3e meilleur buteur en 2006 et 2007

Championnat CONMEBOL
- Meilleur buteur et meilleur joueur en 2011[1]

Copa América
- Meilleur joueur et co-meilleur buteur en 2012

 Champion des États brésiliens
- Meilleur joueur en 2010[1]

### En sélection
| Compétitions mondiales | Compétitions continentales |
| --- | --- |
| - Coupe du monde (6) - Vainqueur en 2003, 2004, 2006, 2007, 2008 et 2009 - Finaliste en 2011 - 3e en 2005 et 2013 - BSWW Mundialito (6) - Vainqueur en 2004, 2005, 2006, 2007, 2010 et 2011 - Finaliste en 2003, 2008 et 2009 - Coupe intercontinentale - Finaliste en 2011 et 2012 - Coupe latine (5) - Vainqueur en 2003, 2004, 2005, 2006, 2009 - Finaliste en 2010, 2011 | - Championnat CONMEBOL (5) - Vainqueur en 2005, 2006, 2008, 2009 et 2011 - 3e en 2013 - Copa América (3) - Vainqueur en 2003, 2012 et 2013 |

### En club
Avec  Milano BS
- Champion d'Italie en 2010
- Vainqueur de la Coupe d'Italie en 2009 et 2010
- Vainqueur de la Supercoupe d'Italie en 2010

Avec  Sporting Portugal
- Champion du Portugal en 2010

Avec  Espírito Santo
- Champion des États brésiliens en 2010[1]

Avec  Botafogo
- Vainqueur de la Coupe du Brésil en 2011

Avec  Terranova Terracina
- Champion d'Italie en 2012

Avec  Santos
- Vice-champion du Brésil en 2012

Avec  Corinthians
- Champion du monde des clubs en 2013